# Hiraea morii
Hiraea morii är en tvåhjärtbladig växtart som beskrevs av W.R. Anderson. Hiraea morii ingår i släktet Hiraea och familjen Malpighiaceae. Inga underarter finns listade i Catalogue of Life.